# Feltia tricosa
Feltia tricosa är en fjärilsart som beskrevs av Joseph Albert Lintner 1874. Feltia tricosa ingår i släktet Feltia och familjen nattflyn. Inga underarter finns listade i Catalogue of Life.